# Episodi di Transformers: War for Cybertron Trilogy (terza stagione)
La terza stagione della serie animata Transformers: War for Cybertron Trilogy, sottotitolata Il regno (Kingdom), è stata pubblicata sul servizio on demand Netflix il 29 luglio 2021.
| n° | Titolo originale | Titolo italiano | Pubblicazione  |
| -- | ---------------- | --------------- | -------------- |
| 1  | Episode 1        | Episodio 1      | 29 luglio 2021 |
| 2  | Episode 2        | Episodio 2      | 29 luglio 2021 |
| 3  | Episode 3        | Episodio 3      | 29 luglio 2021 |
| 4  | Episode 4        | Episodio 4      | 29 luglio 2021 |
| 5  | Episode 5        | Episodio 5      | 29 luglio 2021 |
| 6  | Episode 6        | Episodio 6      | 29 luglio 2021 |

## Episodio 1
- Titolo originale: Episode 1
- Diretto da: Takashi Kamei
- Scritto da: Mae Catt

### Trama
Dopo essere precipitati in luoghi diversi, gli Autobot e i Decepticon incontrano gli abitanti del pianeta e sono scioccati quando scoprono chi sono (i Maximal e i Predacon).

## Episodio 2
- Titolo originale: Episode 2
- Diretto da: Kazuma Shimizu
- Scritto da: Tim Sheridan

### Trama
Megatron ha un vantaggio nell'individuare l'Allspark, mentre i Maximal organizzano un tentativo di salvataggio quando i Predacon catturano una dei loro compagni.

## Episodio 3
- Titolo originale: Episode 3
- Diretto da: Takashi Kamei
- Scritto da: Mae Catt

### Trama
Quando Autobot e Decpticon si avvicinano, l'Allspark avvia un meccanismo di difesa che altera le percezioni e disturba la loro funzionalità.

## Episodio 4
- Titolo originale: Episode 4
- Diretto da: Kazuma Shimizu
- Scritto da: Tim Sheridan

### Trama
Megatron continua ad usare il Disco Dorato per guidare le sue azioni, minacciando così di far fallire il tentativo di Optimus Prime di ottenere l'Allspark. 

## Episodio 5
- Titolo originale: Episode 5
- Diretto da: Takashi Kamei
- Scritto da: Mae Catt

### Trama
Gli Autobot e i Maximal tentano di lanciare l'Arca per tornare a Cybertron, ma incontrano una forte resistenza... finché non accade qualcosa di straordinario.

## Episodio 6
- Titolo originale: Episode 6
- Diretto da: Kazuma Shimizu
- Scritto da: Tim Sheridan

### Trama
Passato, presente e futuro entrano in collisione su Cybertron quando inizia la resa dei conti finale per l'Allspark con alcuni partecipanti inattesi.